# Micro-DVI
A interface Micro-DVI é uma saída de vídeo proprietária encontrada no primeiro modelo do MacBook Air, em fevereiro de 2008. É menor que a interface Mini-DVI usada pelos modelos de Macbook na época.
Para usar esta porta para exibir vídeo em um monitor comum ou televisão, um adaptador deve ser utilizado. Ambos os adaptadores Micro-DVI para DVI e Micro-DVI para VGA acompanhavam o primeiro Macbook Air. Um adaptador de Micro-DVI para outras interfaces de 
vídeo, como vídeo composto e S-Video eram vendidos separadamente. 
Este conector foi substituído pelo Mini DisplayPort nos próximos modelos do Macbook Air no final de 2008.
O notebook modelo U2E da Asus possui uma porta Micro-DVI.
Apesar de esta interface ser eletricamente compatível com HDMI, ela não fornece sinal de áudio.